# Katův dům (Vidnava)
Katův dům ve Vidnavě v okrese Jeseník se nachází na Zahradní ulici čp. 246. Byl zapsán do státního rejstříku jako kulturní památka k 10. dubnu 1964 a je součástí městské památkové zóny Vidnava, vyhlášené v roce 1992.

## Historie
Významný urbanistický rozvoj města probíhal na přelomu 15. a 16. století a vyvrcholil v roce 1551 výstavbou renesanční radnice. Další vliv na renesanční přestavbu města měl požár v roce 1574. V období třicetileté války město v roce 1632 vyhořelo a znovu se obnovovalo. Další přestavby v podobě dolnoslezského baroka přišly po požáru části města v roce 1713. Rozvoj plátenictví znamenal rozvoj výstavby po skončení sedmileté války. V třicátých letech 19. století byla zbourána převážná část hradeb i obě městské brány. Podle mapy stabilního katastru lze zaznamenat růst města jehož vrcholem je rok 1850, kdy se soudím okresem stal Jeseník. Ve Vidnavě pak byly nejvýznamnějšími stavbami nová radnice (1867), gymnázium (1871), škola (1887) s kaplí (1898) a filiálním domem (1914) boromejek, kostel svatého Františka z Assisi (1897) nebo stavba železnice (1897). V období první republiky začala Vidnava upadat. V druhé polovině 20. století byla řada cenných měšťanských domů zbořena nebo zcela přestavěna. Na místo nich byly postaveny panelákové domy. V roce 1992 bylo po vyhlášení památkové zóny městské historické jádro konsolidováno.
Mezi domy památkové zóny patří pozdně barokní dům v Zahradní ulici čp. 246 z konce 18. století, postavený na středověkém jádře.

## Popis
Měšťanský dům katův je nárožní jednopatrová čtyřosá stavba krytá sedlovou střechou. Průčelí je členěno nárožními pilastry, které mají pod korunovou římsou výklenky pro obrázky. Vchod umístěný ve druhé ose zleva kryje plechová stříška. Nad hlavní římsou vyrůstá plná atika se sdruženými kanelovanými pilastry spojené římsou mezi jejich hlavicemi. Mezi pilastry je plocha štítu konkávně prohnutá se dvěma okny. Křídla nad atikou jsou volutová. Na římse je posazen tympanon lemovaný římsou, která je v horní části svinutá do voluty a ukončená vázou. V tympanonu je jedno okno. Boční fasáda je také čtyřosá s hladkou omítkou. Vstupní chodba má valenou klenbu s pětibokými lunetami, chodba do dvora má valenou klenbu, stropy místností jsou plochostropé.